# منبر الكتبية
منبر مسجد الكتبية هو منبر تم صُنعه في مدينة قرطبة في إسبانيا (الأندلس في ذلك الوقت)، في أوائل القرن الثاني عشر بأمر من أمير الدولة المرابطية علي بن يوسف. وقد تم وضع المنبر في المسجد الرئيسي في مراكش، عاصمة المرابطين في المغرب. بعد الفتح الموحدي لمراكش عام 1147، تم نقل المنبر إلى جامع الكتبية الجديد الذي بناه عبد المؤمن. وظل المنبر هناك حتى عام 1962، عندما تم نقله إلى مخزن ثم إلى قصر البديع لعرضه أمام العُموم، حيث لا يزال موجودا هناك اليوم. تم صُنع المنبر من الخشب وتم تزيينه ونقشُه باعتماد مجموعة من التقنيات، ويُعتبر المنبر واحدة من روائع الفن الإسلامي والموري. كان للمنبر تأثير كبير في تصميم المنابر التي أتت بعده والتي تم إنتاجها في المغرب والمنطقة المحيطة بها.

## التاريخ

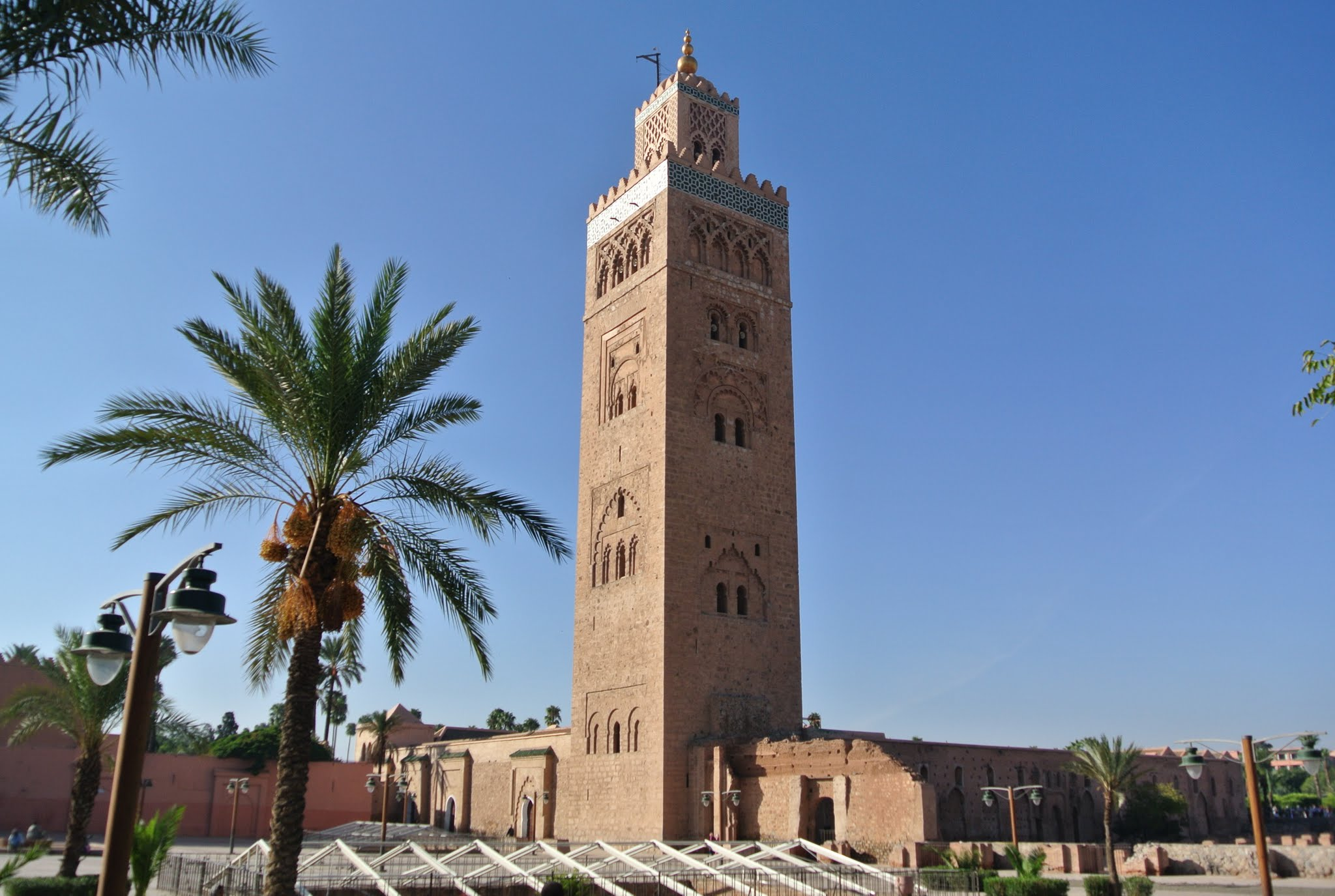
مسجد الكتبية بمراكش اليوم.

أمر إنشاء منبر مسجد الكتبية جاء من علي بن يوسف، أحد آخر الحكام المرابطين، وتم إنشاؤه في ورشة عمل في قرطبة في إسبانيا (الأندلس). بدأ صُنعه عام 1137 ويُقدر أنه استغرق إنشاؤه سبع سنوات. :302 تم شحن المنبر من قرطبة على شكل قطع ثُم أعيد تجميعها في مراكش. ويُعتقد أن المنبر كان قد وُضع بداية في المسجد الكبير لمدينة مُراكش مسجد بن يوسف (سُمي على اسم علي بن يوسف بن تاشفين، ولكن أُعيد بناؤه بالكامل في القرون التي لحقت).
في عام 1147 غزا الحاكم الموحدي عبد المؤمن مُراكش التي كان يحكُمها المرابطون وبدأ بناء مسجد الكتبية في نفس العام. كان هذا المسجد الجديد سيحل محل مسجد بن يوسف باعتباره المسجد الرئيسي للمدينة، حيث ورد أن عبد المؤمن قد هدم جميع المساجد في المدينة التي بُنيت في عهد المرابطين، بحُجة أنها غير مُوجهة للقبلة بشكل صحيح. ليس من المؤكد متى تم الانتهاء من المسجد، ولكن ربما كان ذلك حوالي سنة 1157. أمر عبد المؤمن بنقل منبر مسجد علي بن يوسف إلى مسجده الجديد. سمحت آلية مخفية مدمجة في المسجد الجديد، للمنبر بالتقدم إلى الخلف والتراجع إلى الخلف بمفرده، من خلال غرفة تخزينه بجوار المحراب. وهي ميزة تعجب فيها المراقبون المعاصرون.
لأسباب لم تكُن مفهومة جيدًا، قرر عبد المؤمن بناء مسجد ثان بجوار مسجد الكتبية وبشكل يُشبهه تقريبًا. ثم تم نقل المنبر إلى هذا المسجد الثاني بينما تم التخلي عن المسجد الأول وهدمه في نهاية المطاف. ظل المنبر قيد الاستخدام هنا حتى عام 1962، عندما تم نقله إلى التخزين للحماية. وبحلول ذلك الوقت، تدهور هيكله الخشبي وزخرفته بشكل كبير بعد قرون من الاستخدام. في 1996-1997، تم ترميم المنبر جزئيًا من قبل فريق دولي من الخبراء من متحف المتروبوليتان للفنون ووزارة الثقافة في المملكة المغربية. ثم تم نقل المنبر إلى غرفة في قصر البديع في مراكش للعرض أمام العُموم، ولا يزال هُناك إلى اليوم.

## وصف المنبر
يتكون المنبر من تسعة أدراج، واستعملت في صنعه مصادر مختلفة من الخشب، منها خشب الأرز، خشب الصنوبر، والخشب الأسود الافريقي.
اختار مهندسو هذا المنبر أن يجعلوه متحركا فوق عجلات صغيرة، مما يسمح بإخراجه بطريقة ميكانيكية آلية، إلى جانب مقصورة تم صنعها خصيصا لهذا الغرض. وتميزت عملية الإخراج والإدخال بدقة وإتقان كبيرين قل نظيرهما في ذلك الوقت.
أما من ناحية التزيين، فإن معظم أجزاء المنبر منحوتة بلوحات تحمل عناصر نباتية وزخرفات ذات طابع أندلسي وعبارات نقشت تمجيدا للسلطان والدولة.

## جمل منحوتة على المنبر
- اعتصم بالله وكفى من توكل على الله (الجانب الأيمن من القوس الأعلى)
- اللهم أيد أمير المسلمين علي بن يوسف ثم ولي عهده (مسند ظهر الكرسي)
- الواحد الحافظ لله والامين حبربا (الجانب الأيسر من القوس الأعلى)

## الترميم
خضع المنبر للترميم خلال سبعة أشهر بين سنتي 1997 و 1998 بمبادرة قادها متحف المتروبوليتان للفنون بنيويورك وشاركت فيها وزارة الشؤون الثقافية المغربية التي كان يقودها الوزير محمد الأشعري.
ساهمت هذه العملية في إعادة المنبر للحياة بعدما قضى أزيد من ثلاثة عقود من الإهمال وعدم الصيانة. إذ اختفت مجموعة من النقوش كما أُتلف نظام التحريك بصفة نهائية.